# Klaus Richtzenhain
Klaus Richtzenhain (n. 1 noiembrie 1934, Berlin, Germania Nazistă – d. 6 martie 2025, Erfurt, Germania) a fost un semifondist ce a reprezentat Germania, medaliat olimpic. A participat la o ediție a Jocurilor Olimpice (1956) în care a câștigat medalia de argint în proba de 1500 m.

## Palmares
| An   | Competiție           | Locație              | Loc | Eveniment | Note   |
| ---- | -------------------- | -------------------- | --- | --------- | ------ |
| 1956 | Jocurile Olimpice    | Melbourne, Australia | 23  | 800 m     | 1:53,3 |
| 1956 | Jocurile Olimpice    | Melbourne, Australia | 2   | 1500 m    | 3:42,0 |
| 1958 | Campionatul European | Stockholm, Suedia    | 22  | 1500 m    | 3:49,0 |